# Outsiders (film)
Outsiders (originaltitel: The Outsiders) är en amerikansk film från 1983 i regi av Francis Ford Coppola. Manuset är baserat på S.E. Hintons roman med samma titel.

## Handling
En liten stad i Oklahoma under 1960-talet. Bland ungdomarna finns två gäng, Greasers och Snobbarna. Två unga Greasers, Ponyboy (C. Thomas Howell) och Johnny (Ralph Macchio), överfalls av ett gäng Snobbar och Johnny dödar en av dem. Ponyboy och Johnny flyr från staden och gömmer sig i en kyrka.

## Medverkande (i urval)
Greasers
- C. Thomas Howell – Ponyboy Curtis
- Ralph Macchio – Johnny Cade
- Matt Dillon – Dallas "Dally" Winston
- Rob Lowe – Sodapop Curtis
- Patrick Swayze – Darrel "Darry" Curtis
- Emilio Estevez – Keith "Two-Bit" Matthews
- Tom Cruise – Steve Randle
- Glenn Withrow – Tim Shepard

Snobbarna
- Diane Lane – Sherri (Cherry) Valance
- Leif Garrett – Bob Sheldon
- Darren Dalton – Randy Adderson
- Michelle Meyrink – Marcia

Övriga
- Tom Waits – Buck Merrill
- Gailard Sartain – Jerry Wood
- S.E. Hinton – Sjuksköterska i Dallas sjukhusrum